# 8 szwadron pionierów
8 szwadron pionierów – pododdział kawalerii Wojska Polskiego.

## Historia szwadronu
W listopadzie 1924 został sformowany szwadron pionierów przy 2 Samodzielnej Brygadzie Kawalerii. 21 listopada 1924 minister spraw wojskowych przydzielił na stanowiska młodszych oficerów szwadronu poruczników Antoniego Jabłonowskiego z 19 pułku ułanów i Ksawerego Koźmińskiego z 12 pułku ułanów. Szwadron wchodził w skład 2 Samodzielnej Brygady Kawalerii w Równem. 6 listopada 1924 generał dywizji Stefan Majewski, w zastępstwie ministra spraw wojskowych, rozkazem O.I.Szt.Gen. 11750 Org. ustalił następujące odznaki dla organizującego się szwadronu pionierów przy 2 SBK:
- otok na czapkach rogatywkach czarny,
- proporczyki na kołnierzu kurtki i płaszcza pąsowo-czarne (barwa pąsowa u góry, barwa czarna zaś u dołu),
- na naramiennikach kurtki i płaszcza numer (cyfry arabskie) i litery „2B”[a].

Szwadron stacjonował w garnizonie Równe.
W styczniu 1925 na stanowisko dowódcy szwadronu przydzielony został rtm. Zygmunt Dyakowski z 12 puł. W tym samym czasie dokonano zmian na stanowiskach młodszych oficerów szwadronu. Porucznicy Jabłonowski i Koźmiński wrócili do macierzystych pułków, a na ich miejsce przydzieleni zostali podporucznicy Mieczysław Rasiewicz z 12 puł. i Bronisław Grodzki z 21 puł. Od sierpnia 1926 formacją ewidencyjną dla żołnierzy szwadronu był 21 pułk ułanów w Równem. W związku z powyższym minister spraw wojskowych zarządzeniem Dep. II L. 10260/1926 przeniósł do tego pułku rotmistrza Dyakowskiego i porucznika Rasiewicza.
1 października 1926 szwadron został oddany pod inspekcję gen. bryg. Kazimierzowi Fabrycemu.
4 sierpnia 1927 minister spraw wojskowych ustalił barwy szkarłatno-czarne dla proporczyka szwadronów pionierów.
24 lutego 1928 minister spraw wojskowych ustalił otok szkarłatny na czapkach oficerów i szeregowych szwadronów pionierów.
W 1930 pododdział został przemianowany na 8 szwadron pionierów i włączony w skład Brygady Kawalerii „Równe”.
13 sierpnia 1931 minister spraw wojskowych marszałek Polski Józef Piłsudski rozkazem G.M. 7759 I. zatwierdził wzór i regulamin odznaki pamiątkowej szwadronów pionierów.
Bezpośredni nadzór nad szkoleniem i wychowaniem żołnierzy w szwadronie, jak również nadzór nad właściwym wykorzystaniem i konserwacją sprzętu saperskiego sprawował jeden z trzech dowódców grup saperów. Był on również kierownikiem corocznych koncentracji jednostek saperskich.
Od 1937 szwadron wchodził w skład Wołyńskiej Brygady Kawalerii. Do października tego roku szwadron został zreorganizowany.
Zgodnie z uzupełnionym planem mobilizacyjnym „W” dowódca 21 pułku ułanów w Równem był odpowiedzialny za przygotowanie i przeprowadzenie mobilizacji szwadronu pionierów nr 8. Jednostka była mobilizowana w alarmie, w grupie jednostek oznaczonych kolorem zielonym. 13 sierpnia 1939 została zarządzona mobilizacja jednostek „zielonych” na terenie Okręgu Korpusu Nr II. Mobilizacja szwadronu odbyła się w terminie (Z+42) i zgodnie z elaboratem mob. Szwadron przyjął organizację wojenną L.3023/mob.org. oraz został ukompletowany zgodnie z zestawieniem specjalności L.4023/mob.AR i wyposażony zgodnie z należnościami materiałowymi L.5023/mob.mat.. Czwartego dnia mobilizacji powszechnej miała być zakończona mobilizacja uzupełnienia marszowego szwadronu pionierów nr 8. Jednostką mobilizującą był szwadron zapasowy 21 pułku ułanów w Łucku. Uzupełnienie marszowe było jednostką podległą dowódcy Okręgu Korpusu Nr II. Zmobilizowany szwadron pionierów nr 8 i jego uzupełnienie marszowe przynależały pod względem ewidencji do Ośrodka Zapasowego Kawalerii „Hrubieszów”.
W czasie kampanii wrześniowej szwadron pionierów nr 8 walczył w składzie Wołyńskiej BK.

## Kadra szwadronu
Dowódcy szwadronu
- rtm. Zygmunt Dyakowski (I 1925[8] – IV 1929[27][28])
- rtm. Władysław Bajkowski[b] (był w 1932[6] – 1939[30])

Obsada personalna w marcu 1939
- dowódca szwadronu – rtm. Władysław Bajkowski
- dowódca plutonu – por. kaw. Ludwik Brudziński
- dowódca plutonu – por. kaw. Marcin Guźkowski-Janicki

Obsada personalna we wrześniu 1939
- dowódca szwadronu – rtm. Władysław Bajkowski
- dowódca I plutonu – por. kaw. Ludwik Brudziński
- dowódca II plutonu – por. kaw. Marcin Guźkowski-Janicki †22 IX 1939 Łomianki[33]